# Hệ thống giải đấu Liên Minh Huyền Thoại
Liên Minh Huyền Thoại là một bộ môn thể thao điện tử được thi đấu rộng rãi ở cả môi trường nghiệp dư lẫn chuyên nghiệp. Đây là danh sách các giải đấu Liên Minh Huyền Thoại.

## Giải đấu quốc tế
| Tên                     | Hạng  | Vị trí        | Năm thành lập | Số đội | Đương kim vô địch          | Vô địch nhiều nhất          |
| ----------------------- | ----- | ------------- | ------------- | ------ | -------------------------- | --------------------------- |
| Giải vô địch thế giới   | Major | Không cố định | 2011          | 20     | T1 (2024)                  | T1 (5 lần)                  |
| Mid-Season Invitational | Major | Không cố định | 2015          | 12     | Gen.G (2024)               | Royal Never Give Up (3 lần) |
| First Stand Tournament  | Major | Không cố định | 2025          | 5      | Hanwha Life Esports (2025) | Hanwha Life Esports (1 lần) |

## Giải đấu hạng 1
Tính đến năm 2025, có 5 khu vực giải đấu Liên Minh Huyền Thoại chuyên nghiệp trên toàn thế giới.
- Mỗi khu vực có 2 suất tham dự Mid-Season Invitational, tổng cộng 10 đội.
- Mỗi khu vực có 1 suất tham dự First Stand, tổng cộng 5 đội.

17 suất tham dự Giải vô địch thế giới được phân bổ như sau:
- Mỗi khu vực có ít nhất 3 suất tham dự.
- Một suất tham dự được trao cho đội vô địch MSI, nếu đội đó tiến vào vòng Playoffs của giải quốc nội mùa hè.
- Một suất tham dự được trao cho khu vực có thành tích tốt thứ hai tại giải đấu MSI gần nhất.

| Tên                                            | Viết tắt | Khu vực                         | Ngôn ngữ chính                                 | Vị trí chính                                | Năm thành lập | Số đội | FS | MSI      | WC  |
| ---------------------------------------------- | -------- | ------------------------------- | ---------------------------------------------- | ------------------------------------------- | ------------- | ------ | -- | -------- | --- |
| League of Legends Champions Korea              | LCK      | Hàn Quốc                        | Tiếng Triều Tiên                               | Seoul                                       | 2012          | 10     | 1  | 2        | 3VB |
| League of Legends Pro League                   | LPL      | Trung Quốc[CHN]                 | Tiếng Trung Quốc                               | Không cố định[LPL]                          | 2013          | 17     | 1  | 2        | 3VB |
| League of Legends EMEA Championship[EU LCS]    | LEC      | Châu Âu, Trung Đông và Châu Phi | Tiếng Anh                                      | Berlin                                      | 2013          | 10     | 1  | 2        | 3VB |
| League of Legends Championship Pacific         | LCP      | Châu Á–Thái Bình Dương          | Tiếng Trung, Tiếng Anh, Tiếng Thái, Tiếng Việt | Đài Bắc                                     | 2025          | 8      | 1  | 2        | 3VB |
| League of Legends Championship of The Americas | LTA      | Châu Mỹ                         | Tiếng Anh, Tiếng Brasil, Tiếng Tây Ban Nha     | Los Angeles (bảng Bắc) São Paulo (bảng Nam) | 2025          | 16     | 1  | 2[LTAS2] | 3VB |

## Cúp khu vực
| Tên                      | Khu vực     | Vị trí      | Năm thành lập | Số đội | Đương kim vô địch   |
| ------------------------ | ----------- | ----------- | ------------- | ------ | ------------------- |
| Demacia Cup/Championship | China       | Trùng Khánh | 2013          | 24     | Bilibili Gaming     |
| KeSPA Cup                | South Korea | Seoul       | 2015          | 16     | DWG KIA Challengers |

## Giải đấu hạng 2 và thấp hơn
| Tên                                     | Hạng                       | Khu vực                                 | Vị trí                | Năm thành lập | số đội tham dự                                    |
| --------------------------------------- | -------------------------- | --------------------------------------- | --------------------- | ------------- | ------------------------------------------------- |
| Pacific Challengers League              | 2 & 3 (học viện/nghiệp dư) | TW, HK, MC, SEA and Châu Đại Dương[SEA] | online                | 2023          | Không có giới hạn                                 |
| Asia Star Challengers Invitational      | 2 & 3 (học viện/nghiệp dư) | Các khu vực châu Á (CN/KR/JP/VN/PCS)    | online                | 2022          | 16                                                |
| Pacific Championship Series[PCS]        | 2 (chuyên nghiệp)          | TW/HK/MO/SEA[SEA]                       | Online                | 2025          | 8                                                 |
| Vietnam Championship Series             | 2 (chuyên nghiệp)          | Việt Nam                                | Thành phố Hồ Chí Minh | 2025          | 8 (Mùa Xuân & Mùa Hè) 4 (Chung kết năm)           |
| League of Legends Japan League (LJL)    | 2 (chuyên nghiệp)          | Nhật Bản                                | online                | 2024          | 16 (Forge) 12 (Storm và Ignite) 6 (Chung kết năm) |
| League of Legends Circuit Oceania (LCO) | 2 (chuyên nghiệp)          | Châu Đại Dương                          | online                | 2023          | 8                                                 |
| EMEA Masters                            | 2 (chuyên nghiệp)          | Châu Âu, Trung Đông và Châu Phi         | không cố định         | 2023          | 32                                                |
| North American Challengers League       | 2 & 3 (học viện/nghiệp dư) | Bắc Mỹ                                  | Los Angeles           | 2018          | 16                                                |
| La Ligue Francaise (LFL)                | 3 (chuyên nghiệp)          | Pháp                                    | không cố định         | 2019          | 10                                                |
| Türkiye Championship League             | 3 (chuyên nghiệp)          | Thổ Nhĩ Kỳ                              | online                | 2024          | 8                                                 |
| LVP Superliga                           | 3 (chuyên nghiệp)          | Tây Ban Nha                             | không cố định         | 2011          | 10                                                |
| Prime League Division 1                 | 3 (chuyên nghiệp)          | Đức/Áo/Thụy Sĩ                          | không cố định         | 2020          | 10                                                |
| Ultraliga                               | 3 (chuyên nghiệp)          | Ba Lan/Các nước Baltic                  | không cố định         | 2018          | 10                                                |
| Northern League of Legends Championship | 3 (chuyên nghiệp)          | Bắc Âu/Vương quốc Anh/Cộng hòa Ireland  | không cố định         | 2020          | 8                                                 |
| PG Nationals                            | 3 (chuyên nghiệp)          | Ý                                       | online                | 2018          | 8                                                 |
| Liga Portuguesa de League of Legends    | 3 (chuyên nghiệp)          | Bồ Đào Nha                              | online                | 2015          | 8                                                 |
| Greek Legends League                    | 3 (chuyên nghiệp)          | Hy Lạp                                  | Athens                | 2019          | 8                                                 |
| Arabian League                          | 3 (chuyên nghiệp)          | Trung Đông - Bắc Phi                    | không cố định         | 2020          | 8                                                 |
| LCK Challengers League                  | 2 (bán chuyên)             | Hàn Quốc                                | Seoul                 | 2021          | 10                                                |
| LCK Academy Series                      | 2 & 3 (học viện/nghiệp dư) | Hàn Quốc                                | không cố định         | 2022          | không giới hạn                                    |
| League of Legends Development League    | 2 (học viện)               | Trung Quốc                              | không cố định         | 2018          | 24                                                |
| Vietnam Championship Series B           | 2 (bán chuyên)             | Việt Nam                                | không cố định         | 2013          | 10                                                |
| LJL Academy League                      | 2 (bán chuyên)             | Nhật Bản                                | không cố định         | 2019          | 8                                                 |
| CBLOL Academy                           | 2 (học viện)               | Brazil                                  | São Paulo             | 2021          | 10                                                |
| Academi Ligi                            | 2 (học viện)               | Thổ Nhĩ Kỳ                              | Istanbul              | 2019          | 8                                                 |
| Liga Regional Norte                     | 2 (bán chuyên)             | Mexico/Caribe/Trung Mỹ/Colombia/Ecuador | online                | 2023          | 10                                                |
| Liga Regional Sur                       | 2 (bán chuyên)             | Argentina/Chile/Peru                    | online                | 2023          | 10                                                |
| Liga Nacional México                    | 3 (bán chuyên)             | Mexico                                  | online                | 2019          | 16                                                |
| Liga Nacional Centro América y Caribe   | 3 (bán chuyên)             | Caribe/Trung Mỹ                         | online                | 2022          | 16                                                |
| Liga Nacional Colombia                  | 3 (bán chuyên)             | Colombia                                | online                | 2019          | 16                                                |
| Liga Nacional Ecuador                   | 3 (bán chuyên)             | Ecuador                                 | online                | 2021          | 16                                                |
| Liga Nacional Chile                     | 3 (bán chuyên)             | Chile                                   | online                | 2019          | 16                                                |
| Liga Nacional Argentina                 | 3 (bán chuyên)             | Argentina                               | online                | 2019          | 16                                                |
| Liga Nacional Perú                      | 3 (bán chuyên)             | Peru                                    | online                | 2021          | 16                                                |

## Các giải đấu hạng 1 và 2 cũ

### Giải đấu được nâng hạng hoặc giảm hạng
| Tên                                          | Hạng cũ           | Khu vực           | Vị trí                | Năm tổ chức | Năm kết thúc | Số đội          | Giành quyền tham dự | Thay đổi |
| -------------------------------------------- | ----------------- | ----------------- | --------------------- | ----------- | ------------ | --------------- | ------------------- | --- |
| Vietnam Championship Series A (VCSA)         | 2 (chuyên nghiệp) | Việt Nam          | Online                | 2013        | 2017         | 8               | GPL                 | Vietnam Championship Series được nâng lên hạng 1, có suất trực tiếp tham dự MSI và CKTG                                                                             |
| Turkish Championship League (TCL)            | 1 (chuyên nghiệp) | Thổ Nhĩ Kỳ        | Istanbul              | 2015        | 2022         | 10              | CKTG 1KĐ            | Türkiye Championship League bị giảm xuống hạng 3 và không còn suất trực tiếp tham dự MSI và CKTG, trở thành giải đấu để giành quyền tham dự giải hạng 2 EMEA Maters |
| League of Legends Circuit Oceania (LCO)[LCO] | 1 (chuyên nghiệp) | Châu Đại Dương    | Sydney                | 2021        | 2022         | 8               | CKTG 1KĐ            | Bị giảm xuống hạng 2 và không còn suất trực tiếp tham dự MSI và CKTG, trở thành giải đấu để giành quyền tham dự vòng Playoffs PCS                                   |
| League of Legends Japan League (LJL)         | 1 (chuyên nghiệp) | Nhật Bản          | Tokyo                 | 2014        | 2023         | 8               | CKTG 1KĐ            | Bị giảm xuống hạng 2 và không còn suất trực tiếp tham dự MSI và CKTG, trở thành giải đấu để giành quyền tham dự vòng Playoffs PCS và sau này là vòng Thăng hạng LCP |
| Vietnam Championship Series (VCS)            | 1 (chuyên nghiệp) | Việt Nam          | Thành phố Hồ Chí Minh | 2018        | 2024         | 8               | CKTG 2KĐ            | Bị giảm xuống hạng 2 và không còn suất trực tiếp tham dự MSI và CKTG, trở thành giải đấu để giành quyền tham dự vòng Thăng hạng LCP                                 |
| Pacific Championship Series[PCS]             | 1 (chuyên nghiệp) | TW/HK/MO/SEA[SEA] | Online                | 2020        | 2024         | 7+2[LCO]+3[LJL] | CKTG 2KĐ            | Bị giảm xuống hạng 2 và không còn suất trực tiếp tham dự MSI và CKTG, trở thành giải đấu để giành quyền tham dự vòng Thăng hạng LCP                                 |

### Các giải đấu bị thay thế
| Tên                                               | Hạng               | Khu vực                  | Vị trí         | Năm bắt đầu | Năm kết thúc | Số đội        | Giành quyền tham dự   | Bị thay thế bởi                                           |
| ------------------------------------------------- | ------------------ | ------------------------ | -------------- | ----------- | ------------ | ------------- | --------------------- | --------------------------------------------------------- |
| European Masters                                  | 2 (chuyên nghiệp)  | Châu Âu[EU]              | không cố định  | 2018        | 2022         | 16            |                       | EMEA Masters                                              |
| Circuito Desafiante                               | 2 (bán chuyên)     | Brazil                   | Rio de Janeiro | 2015        | 2020         | 6             | Vòng thăng hạng CBLOL | CBLOL Academy                                             |
| Nordic Championship                               | 3rd (professional) | Bắc Âu                   |                | 2018        | 2020         | 10            | European Masters      | Northern LoL Championship                                 |
| United Kingdom League Championship                | 3 (chuyên nghiệp)  | Vương quốc Anh/Ireland   | Online         | 2019        | 2020         | 9             | European Masters      | Northern LoL Championship                                 |
| League of Legends Challengers Korea               | 2 (bán chuyên)     | Hàn Quốc                 | Seoul          | 2015        | 2020         | 10            | Vòng thăng hạng LCK   | LCK Challengers League                                    |
| Oceanic Pro League (OPL)                          | 1 (chuyên nghiệp)  | Châu Đại Dương           | Sydney         | 2015        | 2020         | 8             | CKTG 1KĐ              | League of Legends Circuit Oceania                         |
| League of Legends Master Series[LNL]              | 1 (chuyên nghiệp)  | Đài Loan/Hong Kong/Macau | Đài Bắc        | 2015        | 2019         | 8             | CKTG 2VB + 1KĐ        | Pacific Championship Series (hợp nhất)                    |
| League of Legends SEA Tour[GPL]                   | 1 (chuyên nghiệp)  | Đông Nam Á[SEA]          | không cố định  | 2018        | 2019         | 8             | CKTG 1KĐ              | Pacific Championship Series (hợp nhất)                    |
| LoL Secondary Pro League                          | 2 (chuyên nghiệp)  | Trung Quốc               | Thượng Hải     | 2014        | 2017         | 16            | Thăng hạng LPL        | LoL Development League                                    |
| LJL Challenger Series                             | 2 (bán chuyên)     | Nhật Bản                 |                | 2014        | 2018         | 6             | Thăng hạng LJL        | LJL Academy League                                        |
| League of Legends Championship Series[NA LCS]     | 1 (chuyên nghiệp)  | Bắc Mỹ[NA]               | Los Angeles    | 2013        | 2024         | 10            | CKTG 3VB              | League of Legends Championship of the Americas (hợp nhất) |
| Campeonato Brasileiro de League of Legends (Eng)  | 1 (chuyên nghiệp)  | Brazil                   | São Paulo      | 2012        | 2024         | 10            | CKTG 1KĐ              | League of Legends Championship of the Americas (hợp nhất) |
| Liga Latinoamérica[LLA] (Eng)                     | 1 (chuyên nghiệp)  | · Mỹ Latin[LA]           | Mexico City    | 2019        | 2024         | 6             | CKTG 1KĐ              | League of Legends Championship of the Americas (hợp nhất) |
| Liga Latinoamérica Norte (LLN) (VN)               | 1 (chuyên nghiệp)  | Bắc Mỹ Latinh[LAN]       | Mexico City    | 2014        | 2018         | 8             | CKTG 1KĐ              | Liga Latinoamérica (hợp nhất)                             |
| Copa Latinoamérica Sur (CLS) (Eng)                | 1 (chuyên nghiệp)  | Nam Mỹ Latinh[LAS]       | Santiago       | 2014        | 2018         | 8             | CKTG 1KĐ              | Liga Latinoamérica (hợp nhất)                             |
| Garena Premier League (GPL)                       | 1 (chuyên nghiệp)  | TW/HK/MO/SEA[SEA&TW]     | không cố định  | 2012        | 2018         | không cố định | CKTG 1KĐ              | League of Legends SEA Tour                                |
| Thailand Pro League (TPL)                         | 2 (bán chuyên)     | Thái Lan                 |                | 2014        | 2018         | 8             | GPL                   | LoL SEA Tour - Vòng loại Thái Lan                         |
| Singapore Legends Series (SLS)[TLC-SG]            | 2 (bán chuyên)     | Singapore                |                | 2013        | 2018         | 8             | GPL                   | LoL SEA Tour - Vòng loại Singapore/Malaysia               |
| LoL Championship Malaysia (LCM)[TLC-MY]           | 2 (bán chuyên)     | Malaysia                 |                | 2013        | 2018         | 8             | GPL                   | LoL SEA Tour - Vòng loại Singapore/Malaysia               |
| Pro Gaming Series (PGS)                           | 2 (bán chuyên)     | Philippines              |                | 2014        | 2018         | 8             | GPL                   | LoL SEA Tour - Vòng loại Philippines                      |
| LoL Garuda Series (LGS)                           | 2 (bán chuyên)     | Indonesia                |                | 2014        | 2018         | 8             | GPL                   | LoL SEA Tour - Vòng loại Indonesia                        |
| North America League of Legends Challenger Series | 2 (bán chuyên)     | Bắc Mỹ                   | Los Angeles    | 2014        | 2017         | 6             | Thăng hạng NA LCS     | LCS Academy League                                        |
| Europe League of Legends Challenger Series        | 2 (bán chuyên)     | Châu Âu                  | Berlin         | 2014        | 2017         | 6             | Thăng hạng EU LCS     | European Masters                                          |
| International Wildcard Invitational               | Vòng loại          | không cố định[IWC]       | không cố định  | 2015        | 2016         | 8             | MSI                   | MSI - Vòng khởi động                                      |
| International Wildcard tournament/qualifier       | Vòng loại          | không cố định[IWC]       | không cố định  | 2013        | 2016         | 8             | CKTG 2 VB             | CKTG - Vòng khởi động                                     |

### Bị hủy bỏ
| Tên                                             | Hạng                     | Khu vực                             | Vị trí      | Năm bắt đầu | Năm kết thúc | Số đội     | Giành quyền tham dự                      |
| ----------------------------------------------- | ------------------------ | ----------------------------------- | ----------- | ----------- | ------------ | ---------- | ---------------------------------------- |
| League of Legends Continental League (LCL)[LCL] | 1 (chuyên nghiệp)        | Cộng đồng các Quốc gia Độc lập[CIS] | Moscow      | 2016        | 2022         | 8          | CKTG 1KĐ                                 |
| LCL Open Cup                                    | Ngoài mùa giải           | Cộng đồng các Quốc gia Độc lập      | online      | 2017        | 2022         | 16         |                                          |
| Oceanic Challenger Series                       | 2 (bán chuyên)           | Châu Đại Dương                      | Sydney      | 2015        | 2020         | 8          | Thăng hạng OPL                           |
| Elite Challenger Series                         | 2 (bán chuyên)           | Đài Loan/Hong Kong/Macau            | Đài Bắc     | 2016        | 2019         | 8          | Thăng hạng LMS                           |
| SLTV Challenger League                          | 2 (bán chuyên)           | Cộng đồng các Quốc gia Độc lập      | Kiev        | 2016        | 2018         | 32         | Thăng hạng LCL                           |
| Garena All-Star                                 | 2 (Vòng loại Đông Nam Á) | Đông Nam Á                          | various     | 2016        | 2017         | 6          | Đại diện khu vực Đông Nam Á tại All-Star |
| NiceGameTV League of Legends Battle             | 2 (hỗn hợp[NLB])         | Hàn Quốc                            | Seoul       | 2012        | 2014         | 16+12[NLB] |                                          |
| Garena Talk Talk League                         | 2 (nghiệp dư)            | Đài Loan/Hong Kong/Macau            | Online      | 2013        |              | 8[Q]       |                                          |
| Tencent Games Arena Hero of Cities              | 3 (cúp nghiệp dư)[TGA]   | Trung Quốc                          | Thái Thương | 2011        | 2017         | 29–32[Q]   |                                          |
| International Wildcard All-Star                 | Vòng loại                | không cố định[IWC]                  | various     | 2015        | 2016         | 8          | All-Star                                 |

## Các giải đấu khác
"Năm bắt đầu" và "năm kết thúc" nói về thời gian giải đấu tổ chức nội dung Liên Minh Huyền Thoại, không hẳn là năm giải đấu được tổ chức.
| Tên                                           | Khu vực                  | Loại     | Vị trí           | Năm bắt đầu | Năm kết thúc | Số đội                    | Đương kim vô địch            |
| --------------------------------------------- | ------------------------ | -------- | ---------------- | ----------- | ------------ | ------------------------- | ---------------------------- |
| Đại hội Thể thao châu Á                       | Châu Á                   | Thi đấu  | không cố định    | 2018        |              | không giới hạn            | Hàn Quốc                     |
| Đại hội Thể thao Đông Nam Á                   | Đông Nam Á               | Thi đấu  | không cố định    | 2021        |              | 6                         | Việt Nam                     |
| Đại hội Thể thao Trong nhà và Võ thuật châu Á | Châu Á                   | Thi đấu  | không cố định    | 2013        | 2013         | 4                         | Hàn Quốc                     |
| IESF Esports World Championship               | Toàn cầu                 | Thi đấu  | không cố định    | 2013        | 2018         | 26                        | Hàn Quốc                     |
| IGN Pro League                                | Hoa Kỳ                   | thi đấu  | không cố định    | 2011        | 2012         | 8–16                      | Team WE                      |
| Intel Extreme Masters                         | Toàn cầu                 | Thi đấu  | không cố định    | 2011        | 2017         | 4–8                       | Flash Wolves                 |
| Major League Gaming                           | Bắc Mỹ                   | Thi đấu  | không cố định    | 2011        | 2013         |                           | FXOpen eSports               |
| Mid-Season Cup                                | Trung Quốc vs Hàn Quốc   | Giao hữu | Thượng Hải/Seoul | 2020        | 2020         | 8                         | Top Esports                  |
| Mid-Season Showdown                           | TW/HK/MO/SEA vs Việt Nam | Giao hữu | Đài Bắc/Hà Nội   | 2020        | 2020         | 4                         | Talon Esports                |
| Khu vực đại chiến                             | Toàn cầu                 | Giao hữu | không cố định    | 2017        | 2019         | Blue Rift: 6 Red Rift: 12 | Blue Rift: LEC Red Rift: LCK |
| World Cyber Games                             | Toàn cầu                 | Thi đấu  | Xoay tua         | 2011        | 2013         |                           | CJ Entus Blaze               |

## Giải đấu cấp đại học
| Tên hiện tại                            | Khu vực  | Năm bắt đầu | Số đội | Đương kim vô địch       |
| --------------------------------------- | -------- | ----------- | ------ | ----------------------- |
| International College Cup               | Toàn cầu | 2016        | 12     | Đại học Jimei           |
| uLoL Campus Series College Championship | Bắc Mỹ   | 2015        | 222    | Saint Louis             |
| CSL Junior Varsity 1                    | Bắc Mỹ   | 2015        | 221    | British Columbia B Team |
| CSL Junior Varsity 2                    | Bắc Mỹ   | 2015        | 136    | Penn State Division 3   |

### Các giải đấu trực thuộc Campus Series
| Tên                      | Khu vực | Khu vực | Năm thành lập | Số đội | Đương kim vô địch |
| ------------------------ | ------- | ------- | ------------- | ------ | ----------------- |
| uLoL Campus Series North | Bắc Mỹ  | Bắc     | 2017          | 53     | Maryville         |
| uLoL Campus Series South | Bắc Mỹ  | Nam     | 2017          | 52     | Texas A&M         |
| uLoL Campus Series East  | Bắc Mỹ  | Đông    | 2017          | 66     | Toronto           |
| uLoL Campus Series West  | Bắc Mỹ  | Tây     | 2017          | 51     | Simon Fraser      |
| Big Ten                  | Hoa Kỳ  | Hoa Kỳ  | 2017          | 14     | Maryland          |
| Peach Belt               | Hoa Kỳ  | Hoa Kỳ  | 2018          | 12     | N/a               |

### Giải đấu khác
| Tên                       | Khu vực  | Khu vực  | Năm thành lập | Số đội | Đương kim vô địch                                                       |
| ------------------------- | -------- | -------- | ------------- | ------ | ----------------------------------------------------------------------- |
| National Student Open Cup | Việt Nam | Việt Nam | 2023          | 16     | Xin Giải Nhì - Trường Đại học Ngoại ngữ – Tin học Thành phố Hồ Chí Minh |